# Lino Zanussi
Lino Zanussi - né à Pordenone (Italie) le 15 février 1920 - mort à San Sebastian le 18 juin 1968, est un industriel et entrepreneur italien. 